# マッカーサー回想記
『マッカーサー回想記』は、ダグラス・マッカーサーの著作。"Reminiscences" の題で1964年に米Time社が出版。同年、津島一夫の訳で朝日新聞社で出版された。
原著は全10部で構成、日本語訳（朝日新聞社版では3-5部表記）は、太平洋戦争勃発から日本占領統治までの抜粋版。
21世紀に入り中央公論新社で『マッカーサー大戦回顧録』に改題再刊されている。
ただし著者の個性が反映され、そのまま史実とは受け取れない記載が散見される。

## 刊行書誌
- 『マッカーサー回想記 上・下』 津島一夫 訳、朝日新聞社、1964-65年
- 『マッカーサー大戦回顧録』 津島一夫 訳、中央公論新社〈中公文庫〉（上下、工藤美代子解説）、2003年。ISBN 4122042380 / ISBN 4122042399
- 『マッカーサー大戦回顧録』 津島一夫 訳、中公文庫（改版 全1巻）、2014年。ISBN 4122059771

## 各章の概要
下記の各章の表題は朝日新聞社版による。
本文にない補足記事は［ ］に入れた。

### 第1部 おい立ちの記

#### マッカーサー家の人々
聞け、おお聞け
マッカーサー家はスコットランドの出身。７世紀以前にキャンベル家から分かれた。
新世界と祖父
1815年に祖父がアメリカに来て、法律を勉強し、ウィスコンシン州の判事になった。
南北戦争と父
1862年、父アーサー・マッカーサーは17歳で北軍の中尉として南北戦争を戦った。
南部の女
1865年に戦争が終わり、父は民間に戻った。

#### 少年期
西部開拓期
父は西部、ユタ、ワイオミング、ルイジアナで働いた。
辺境のほとりで
ルイジアナで1875年に両親が出会い結婚。1880年1月アーカンソー州で、3男として私、ダグラス・マッカーサーが生まれた。
知識欲
ダグラスは1893年西テキサス士官学校に編入。知識欲がわき勉強した。
米西戦争
1898年2月-8月に米西戦争。6月に父は准将としてフィリピンに出征。
フィリピンの反乱
6月アギナルドが独立宣言。1899年2月-1901年3月米比戦争。3月に父はアギナルドを逮捕し戦争終了。
フィリピン統治
1901年7月の民政化まで父はフィリピンの軍事総督だった。

#### 軍服の洗礼
陸士生活
私ダグラス・マッカーサーは1899-1903年、ミルウォーキーのウェストポイント陸軍士官学校で学ぶ。
フィリピンの魅力
1903年からフィリピンに工兵隊少尉として1年間勤務。ケソンとオスメナに出会った。
アジアの旅
1904年、日本にいる父親のもとへ行く。日露戦争の司令官たちに会った。
米国内勤務
1906年12月セオドア・ルーズベルト大統領の副官    。1912年に父親が演説中に突然死。
メキシコ偵察行
メキシコ革命に干渉し、1913年5月ベラクルス進攻作戦に参加。輸送に使える機関車を3台奪取。
迫る戦雲
1914年第一次世界大戦。 1916年6月ベーカー陸軍長官のもとで陸軍省広報課長。

### 第2部 激動の時

#### 第一次世界大戦
「にじ」師団の誕生
1917年4月、米国はドイツに宣戦布告。8月「にじ」師団構成を提案。参謀長を命じられ大佐。司令官はジョン・パーシング。
フランスへ
11月フランス上陸。「にじ」第42師団は早々に解体の危機にあったが免れた。
初陣
1918年2月から「にじ」師団はフランス第7軍団の指揮下で戦った。6月准将になった。
ダンテの「地獄」
7月フランス第4軍に、その後第6軍に加わった。7月末に4日眠らずに戦った。
第84歩兵旅団
8月第84歩兵旅団長になった。10月コート・ド・シャティヨン占領に貢献。
空虚な終幕
11月第42師団長になった。11月11日休戦。大戦を通して勲章をたくさんもらった。

#### 戦後時代の変革
ウェストポイントの改革
1919年6月母校ウェストポイントの校長に最年少で着任。教育科目を改善。1922年2月ルイーズと結婚。
二つの出来事
1925年ウィリアム・ミッチェル准将の軍法会議は不愉快だった。1928年アムステルダムオリンピックの選手団団長。1929年離婚。
ひろがる暗雲
1928年8月フィリピン方面司令官。工兵隊司令官の話は断った。
参謀総長の苦難
1930年11月、史上最年少の参謀総長（将位は大将）に就任。軍の削減計画と戦った。
「ボーナス行進」事件
1932年5月、退役軍人がボーナスを要求しワシントンに座り込み。7月28日に警察と衝突し2人が死んだ。軍隊を使って排除した。
変わる軍事思想
1933年大統領はフランクリン・ルーズベルト。陸軍予算を削減しようとするルーズベルトと激論。

#### フィリピンと共に
防衛軍の建設
フィリピン初代大統領になる予定のケソンの元で、1935年10月軍事顧問。12月母ピンキーの死。1937年4月ジーンと再婚。
きたるべき戦争の性格
日本軍は1940年9月に北部、41年7月南部インドシナに進駐。
戦いの前夜
1941年7月米国極東陸軍司令官。1941年12月までに爆撃機35機、追撃機72機が送られてきた。日本との戦いにそなえて厳戒体制をしいた。

### 第3部 太平洋戦争 上

#### 敗北の記
開戦
12月8日未明に日本が真珠湾攻撃。引き続きpm0:35にフィリピン空軍基地を攻撃。ミンダナオ島に移動していた16機のB17爆撃機をのぞいた、ほとんどすべての飛行機（B17爆撃機18機、P40戦闘機53機など）を失った。
退却
12月22日、日本軍がリエンガン湾に上陸。24日マッカーサーはマニラを放棄し、コレヒドール島とパターン半島に籠城。
コレヒドール戦
本国から食料の補給は来ない。1000kcal以下/日の食料で10万人以上が籠城。
ケソンの怒り
籠城しながらケソンは、これは米日の戦争であるから、フィリピンは中立をとりたいと主張する。
脱出
オーストラリアへ脱出するよう本国からの命令あり。1942年3月11日、ウェーンライトにあとをまかせて高速魚雷艇で脱出。
「私は帰る」
オーストラリアに到着。記者団に以下のように「私は帰る」と語った。5月にウェーンライト指揮下のフィリピンの米軍10万余が降伏。
反撃計画
4月南西太平洋方面軍総司令官。日本はニューギニアを西から東へ侵攻。

#### ニューギニア戦
パプアの戦い
6月ミッドウェー海戦。以後、日米の戦況は逆転。11月ポートモレスビーを基地として戦闘。1943年1月ブナを占領。
1943年の戦略
3月ビスマルク海海戦で勝利。4月山本五十六が戦死。
ラバウルの孤立
9月ラエ占領。ラバウルの日本軍は孤立。
戦線の背後で
1944年の大統領選での共和党大統領候補に名前があげられたらしいが、私には政治的野心はない。
西への進撃
1944年3月アドミラルティー諸島占領。4月ホランジア占領。
第十八軍の壊滅
日本の第十八軍は壊滅。7月西端のサンサポールを占領し、ニューギニア回復作戦は終了した。

#### 戦略の転換
新戦略
ルーズベルトはフィリピン戦は行わない予定だったが、1944年7月のホノルル会談で、マッカーサーがフィリピン占領を主張し、その方針となる。
ゲリラ活動
フィリピンでのゲリラ活動の指揮にコートニー・ホイットニー（後のGHQ民生局長）を命じた。

### 第4部 太平洋戦争 下

#### フィリピン戦
レイテ上陸戦
10月20日、15万人でレイテ島に上陸。「私は帰ってきた "I have returned."」と演説。
レイテ海戦
10月25日レイテ沖海戦で西村艦隊は全滅。栗田艦隊はレイテ湾を目前にして退却。米軍のレイテ上陸は無事完了。
悲劇の終幕
10月民政復活宣言。12月レイテ島占領宣言。元帥に進級。
ルソン島攻略
1945年1月ルソン島にリエンガン湾から上陸。
マニラ入城
2月マニラ入城。6月全ルソン島の回復宣言。
日本本土へ
ニミッツ提督指揮の4-6月の沖縄戦では7万人以上の米軍死傷者を出した。7月ポツダム宣言。

### 第5部 日本占領

#### 廃墟の日本
終戦
8月、原子爆弾とソ連参戦で、日本はポツダム宣言を受諾。14日連合軍最高司令官に任命。
第一歩
先発した護衛兵のみではバクチだと幕僚たちに言われたが、8月30日厚木飛行場に上陸。
降伏式
9月2日、戦艦ミズーリ上で降伏式。日本側代表は重光葵と梅津美治郎。

#### 占領の課題
至上の権力
第一生命ビルをGHQ本部とした。私は軍事占領については、しろうとではなかった。
占領目的
連合軍総司令部の関心は、どうすれば再び日本人を立ち上がらせる事ができるか、ということにあった。
占領初期の問題
10月に国内の復員が終了し、日本軍解体。陸軍省の命令で日本のサイクロトロンを破壊。
天皇との会見
9月27日、天皇と初会見。天皇は次のように話し、その態度に感動した。
公民権司令
1945年10月4日治安維持法などを廃止。特高警察を解散罷免、政治犯を釈放。

#### 占領政策
極東委員会の混乱
1945年12月、モスクワ会議で、GHQを監督するため極東委員会を作ることになったが、役に立たなかった。
占領政策の原則
10月11日幣原首相に改革の7原則を示した。
戦犯裁判とパージ
フィリピンでマッカーサーと戦った、山下奉文大将は1946年2月に、本間雅晴中将は4月に死刑になった。
憲法改正
憲法9条は1946年1月に幣原首相が提案した。
2月13日憲法改正草案を公表。11月新憲法公布、47年5月3日施行。
婦人の地位向上
1946年4月の総選挙で婦人参政権を認めた。1947年12月民法改正。
経済と労働
1946年3-4月に本国から食料を供与。経済の立て直し。1945年12月労働組合法。ただし1947年の二・一ゼネストは禁止。1948年12月のドッジ・ラインによる均衡予算。
精神革命
1945年12月神道指令で政教分離。1946年1月天皇の人間宣言はよろこばしかった。
その他の改革
1947年3月教育基本法。1948年6月の予防接種法で種痘、BCG、ジフテリアの予防接種。1946年10月農地改革法。1947年4月地方自治法。

#### 付記
占領政策への批評
占領政策について、アイゼンハワーやチャーチルから好意的な批評を受けた。
平和を祈りながら
1946年5月から1948年11月までの極東軍事裁判自体は、自分の責任ではなかった。ただし手続きを審査する責任があった。

### 第6部 朝鮮戦争

#### 決断の時
悲劇の前夜
1948年8月に韓国、9月に北朝鮮が独立宣言。当時米国は朝鮮半島に関心が薄かった。
戦乱勃発
1950年6月25日、北朝鮮軍が38度線から南へ侵攻し、朝鮮戦争が始まった。国連安保理事会は27日に対抗軍の派遣を許可。
敗戦の丘
6月28日北朝鮮軍はソウル占領。30日トルーマン大統領から在日米陸軍の第8軍派遣の許可を得た。

#### 反撃
国連軍投入
7月7日、安保理は国連軍を創設。8日国連軍統一司令官に任命された。
台湾政策の疑問
軍事的な責任範囲領域に台湾も含められたが、本国は中共・台湾戦争に介入する気はなかった。
仁川作戦
9月15日、第10軍団が仁川上陸に成功。北朝鮮軍は補給を断たれて北方へ潰走。

#### 新たな戦い
中共の脅威
9月28日、38度線を超える事を本国が許可した。山岳地帯の西側を第8軍、東側を第10軍団が北進。
ウェーク島会談
10月15日ウェーク島でトルーマンとの会談に招かれた。目的がよくわからなかった
禁制の鴨緑江
10月鴨緑江近くまで侵攻。[10月25日から温井・雲山にあらわれた中共軍に敗退。] 中共軍の部隊らしい三個師団と推定される新手の兵力が戦線に現れた。[11月5日以後中共軍は姿を消した。] 中共軍がどう出てくるかがわからなかった。
中共軍出現
11月27日、中共軍の司令官林彪将軍は全兵力をあげて鴨緑江を渡り、攻撃を開始した。

#### 悲劇の対決
迷うワシントン
米本国は軍の増強に反対。どうすればうまく逃げられるかを考えているようだった。
反撃計画
1951年3月、再び38度線で膠着。3月24日に中共に対し本土を攻撃する可能性について声明。
解任
4月11日ワシントン時間午前1時、トルーマンから極東総司令官を解任された。
離日
4月16日、離日。

### 第7部 決別

#### 故国の歓迎
"老兵は死なず"
4月19日上下両院合同会議で演説。
感謝に包まれて
フーバー元大統領から手紙が来た。ドーン下院議員が「議会の感謝」を決議。

#### 信条
アイクへの進言
1952年12月、アイゼンハワーに朝鮮政策について進言。
米国の前途
自由企業制度こそは、わが建国の基礎であり、われわれを史上最も豊かな国民にした。
病気
私は 肝胆の病気に苦しんでいるが、同情の言葉が届いている。

#### 別れの言葉
感傷の旅
1961年、フィリピン独立15周年に国賓として招かれた。
"陸士よ、さようなら"
1962年、米陸軍士官学校からシルバナス・セイアー勲章を贈られた。
[1963年9月『回想記』の原稿が完成。1964年4月5日マッカーサーはウォルターリード陸軍病院で死去。］